# The Battle of Frenchman's Run
The Battle of Frenchman's Run é um filme de comédia dos Estados Unidos de 1915 com Harry Carey.

## Elenco
- Harry Carey
- George Cooper
- Frank Currier
- J. Herbert Frank
- Dorothy Kelly
- Albert Roccardi
- Charles Wellesley
- Mrs. Wellesley
- Charles West - (como Charles H. West)